# Рибосомний білок S19
Рибосомний білок S19 (англ. Ribosomal protein S19) – білок, який кодується геном RPS19, розташованим у людей на короткому плечі 19-ї хромосоми.  Довжина поліпептидного ланцюга білка становить 145 амінокислот, а молекулярна маса — 16 060.
| 10         |  | 20         |  | 30         |  | 40         |  | 50         |
| ---------- |  | ---------- |  | ---------- |  | ---------- |  | ---------- |
| MPGVTVKDVN |  | QQEFVRALAA |  | FLKKSGKLKV |  | PEWVDTVKLA |  | KHKELAPYDE |
| NWFYTRAAST |  | ARHLYLRGGA |  | GVGSMTKIYG |  | GRQRNGVMPS |  | HFSRGSKSVA |
| RRVLQALEGL |  | KMVEKDQDGG |  | RKLTPQGQRD |  | LDRIAGQVAA |  | ANKKH      |

A: Аланін

D: Аспарагінова кислота

E: Глутамінова кислота

F: Фенілаланін

G: Гліцин

H: Гістидин

I: Ізолейцин

K: Лізин

L: Лейцин

M: Метіонін

N: Аспарагін

P: Пролін

Q: Глутамін

R: Аргінін

S: Серин

T: Треонін

V: Валін

W: Триптофан

Цей білок за функціями належить до рибонуклеопротеїнів, рибосомних білків. 
Локалізований у ядрі.